# 哈薩克—塞爾維亞關係
哈萨克斯坦－塞尔维亚关系是指哈萨克斯坦和塞尔维亚之间的双边关系。2011年6月，塞尔维亚在努尔苏丹开设了大使馆，2015年6月，哈萨克斯坦在贝尔格莱德开设了领事馆。

## 历史

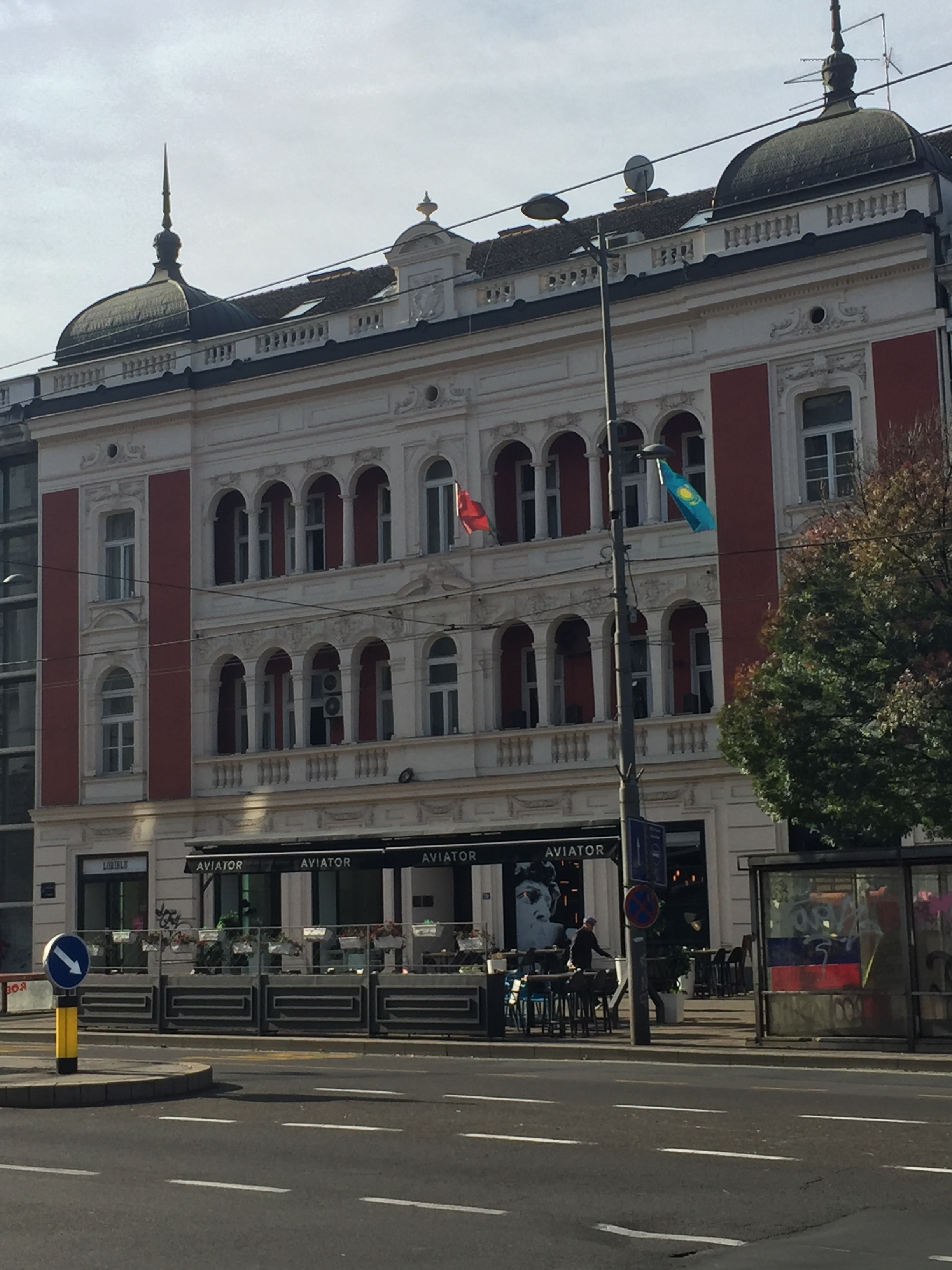
哈萨克斯坦驻贝尔格莱德领事馆于2015年6月开业

两国关系最初是在哈萨克斯坦是苏联组成的共和国，即哈萨克苏维埃社会主义共和国，而塞尔维亚是南斯拉夫组成的共和国，即塞尔维亚社会主义共和国时开始的。1948年苏南决裂后，这两个共产主义国家的关系一度紧张，但在约瑟夫·斯大林去世以及1955年6月2日尼基塔·赫鲁晓夫和铁托签署的《贝尔格莱德宣言》之后，这两个国家又恢复了关系，这标志着情报不共享时期的结束。
新独立的哈萨克斯坦共和国和后来成为塞尔维亚和黑山国家联盟的南斯拉夫联邦共和国之间的关系于1996年12月10日首次建立。
哈萨克斯坦强烈反对科索沃独立，并自2008年以来在这个问题上采取了支持塞尔维亚的立场。2008年12月，哈萨克斯坦总理卡里姆·马西莫夫表示:“我们有一个官方立场。哈萨克斯坦不承认科索沃，也不承认阿布哈兹和南奥塞梯。我们认为边界已经确定，哈萨克斯坦不会承认任何新成立的国家”。哈萨克斯坦迄今拒绝承认科索沃为一个国家。
2011年6月27日，塞尔维亚在阿斯塔纳开设大使馆。塞尔维亚外交部国务秘书伊凡·姆基奇和哈萨克斯坦外交部长叶尔赞·卡兹汉诺夫出席了仪式。
2015年6月初，哈萨克斯坦设立了驻贝尔格莱德领事馆，任命米兰卡·卡里奇为哈萨克斯坦驻塞尔维亚名誉领事。
2016年2月，哈萨克共和国授予德拉戈米尔·卡里奇勋章，以表彰他在两国关系方面做出的杰出贡献。

## 国事访问
2010年10月6日至7日，鲍里斯·塔迪奇主持了塞尔维亚总统对哈萨克斯坦的首次正式国事访问。当时，塞尔维亚和哈萨克斯坦两国签署了自由贸易协定和取消签证要求的协定。
塔迪奇于2010年12月1日至2日在阿斯塔纳参加欧安组织峰会。
2015年8月27日至29日，塞尔维亚总统托米斯拉夫·尼科利奇访问哈萨克斯坦。关于这次访问，他说:“我们今天开始对哈萨克斯坦进行正式访问，怀着明确的愿望，希望看到我们之间的友谊，这种友谊在我们两国人民之间已经存在了很长一段时间，是牢固和稳定的，通过良好的经济关系进一步加强，不仅为塞尔维亚寻找投资者，也为塞尔维亚生产商在哈萨克斯坦寻找市场。”

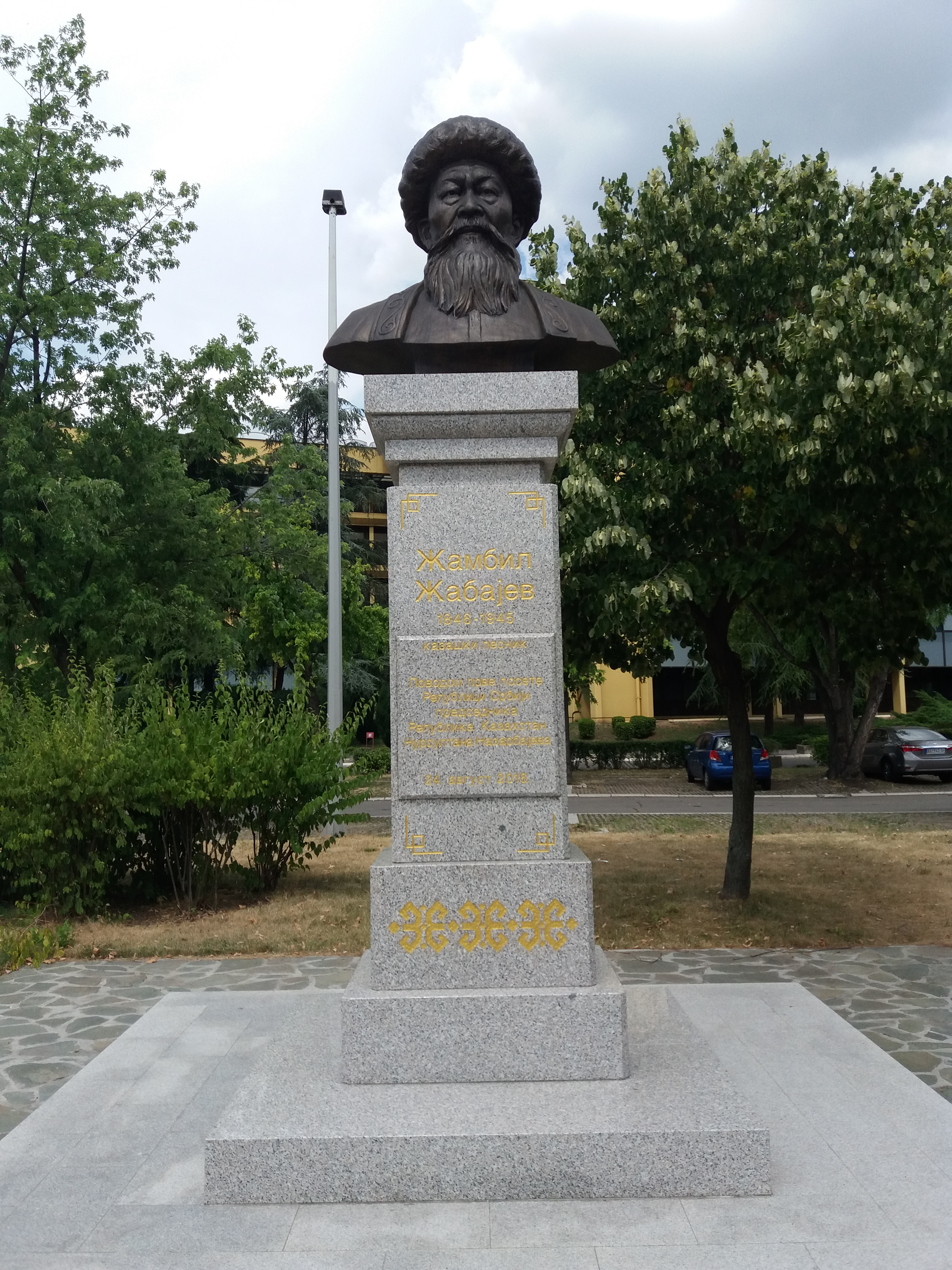
2016年8月24日，杰巴耶夫半身像在新贝尔格莱德落成

哈萨克斯坦总统纳扎尔巴耶夫于2016年8月23日至25日对贝尔格莱德进行了哈萨克斯坦国家元首首次正式访问。纳扎尔巴耶夫会见了托米斯拉夫·尼科利奇总统和亚历山大·武契奇总理，签署了塞尔维亚生产的菲亚特汽车免税出口哈萨克斯坦的协议，托米斯拉夫·尼科利奇被授予哈萨克斯坦一级友谊勋章。纳扎尔巴耶夫总统表示支持塞尔维亚和欧亚联盟之间的自由贸易协议。在新贝尔格莱德能源工程公司附近举行了一场仪式，为哈萨克诗人贾巴耶夫的半身像揭幕，一群哈萨克歌手演唱了米罗斯拉夫·伊里奇创作的歌曲《卢卡斯塔·西蒂》。
2016年11月14日至16日，塞尔维亚总理武契奇在阿斯塔纳，为伊希姆河左岸一条以塞尔维亚裔美国发明家尼古拉·特斯拉命名的街道揭幕。阿斯塔纳市长伊塞克谢夫出席了纪念仪式。他向群众谈到早些时候在贝尔格莱德开放的贾巴耶夫纪念碑。
塞尔维亚总统亚历山大·武契奇于2017年6月抵达阿斯塔纳，打算参观2017年世博会，但由于他的妻子塔玛拉于6月9日分娩，不得不缩短了行程。
2018年10月8日至10日，武契奇总统以及五位部长和贝尔格莱德市长以及诺维萨德市长对阿斯塔纳进行了正式访问。武契奇被总统纳扎尔巴耶夫授予一等友谊勋章，纳扎尔巴耶夫被武契奇授予塞尔维亚共和国一等友谊勋章。武契奇要求哈萨克斯坦在塞尔维亚开设大使馆。